# PWS 19
El P.W.S. 19 fue un prototipo polaco de avión de reconocimiento y bombardero de los años 30 del siglo xx, construido en la P.W.S. (Podlaska Wytwórnia Samolotów, Fábrica de Aviones de Podlaquia).

## Desarrollo
El P.W.S. 19 fue construido en 1930 con el fin de reemplazar a los bombarderos de diseño francés Potez 25 y Breguet 19 en la Fuerza Aérea Polaca. Era un desarrollo del P.W.S. 17, que permaneció sin construir. Los diseñadores principales fueron Zbysław Ciołkosz y Antoni Uszacki. Se planeó que fuera producido en dos variantes: el P.W.S. 19A2 de reconocimiento y el bombardero P.W.S. 19B2. Era un diseño convencional, monoplano de ala alta arriostrada por soportes con una silueta bastante elegante, cabinas abiertas y tren de aterrizaje fijo. Estaba equipado con doble aleta de cola para obtener un buen campo de tiro defensivo.
En 1934, Antoni Uszacki diseñó un avión más pequeño basado en el P.W.S. 19, designado PWS U-6, con motor G-1620 Mors de 400 hp. Participó en un concurso por un avión de cooperación con el ejército, pero perdió contra el RWD 14 Czapla y no fue construido.

## Diseño
Monoplano de ala alta (en parasol) de construcción mixta. Fuselaje de estructura de acero, recubierto con duraluminio en la sección frontal y tela en las secciones central y trasera. Alas de dos largueros de madera, recubiertas de contrachapado. Estabilizadores, timón y elevadores de construcción en metal y recubiertos de tela. Colas verticales gemelas. Dos tripulantes (piloto y observador/artillero) en cabinas abiertas individuales. Tren de aterrizaje convencional fijo, con patín trasero. El avión estaba equipado con radio RKL/D y cámara.
Motor: Pratt & Whitney Hornet T2 radial de 9 cilindros refrigerado por aire en el morro, con anillo Townend (como opciones, el Bristol Jupiter VII o el Bristol Pegasus). Hélice metálica bipala de paso fijo. Depósito de combustible de 420 l en fuselaje, lanzable en emergencias.
Armamento: ametralladora única fija frontal Vickers de 7,7 mm con mecanismo sincronizador, en el lado derecho del fuselaje; Vickers de 7,7 mm única en un montaje de aro del observador. Hasta 250 kg de bombas (tamaño máximo de bombas, hasta 50 kg).

## Historia operacional
El único prototipo voló por primera vez en Biała Podlaska en septiembre de 1931. Durante las pruebas mostró unas características de vuelo bastante buenas, aunque los timones tuvieron que ser agrandados para mejorar la maniobrabilidad y la estabilidad. Sin embargo, el 17 de marzo de 1933, las alas se deformaron en un picado y el prototipo se estrelló (muriendo un observador). La Fuerza Aérea consideró encargar el P.W.S. 19A2 propulsado por un motor Bristol Pegasus, pero, al mismo tiempo, PZL había desarrollado el más moderno PZL.23 Karaś (monoplano de ala baja de construcción totalmente metálica). Como resultado, los trabajos sobre el P.W.S. 19 se detuvieron.

## Variantes
19
Prototipo inicial, uno construido.
19A2
Variante propuesta de reconocimiento, no construida.
19B2
Variante propuesta de bombardeo, no construida.
U-6
Derivado del 19, con motor G-1620 Mors, uno construido.

## Operadores
Polonia
- Fuerza Aérea Polaca

## Especificaciones
Referencia datos: samolotypolskie

### Características generales
- Tripulación: Dos (piloto, observador/artillero)
- Longitud: 9,2 m (30,1 ft)
- Envergadura: 14,5 m (47,6 ft)
- Altura: 3,2 m (10,4 ft)
- Superficie alar: 29 m² (312,2 ft²)
- Peso vacío: 1340 kg (2953,4 lb)
- Peso cargado: 1950 kg (4297,8 lb)
- Peso máximo al despegue: 2185 kg (4815,7 lb)
- Planta motriz: 1× motor radial de nueve cilindros refrigerado por aire Pratt & Whitney Hornet T2.
  - Potencia: 391 kW (539 HP; 532 CV)
- Hélices: Bipala de paso fijo

### Rendimiento
- Velocidad máxima operativa (Vno): 234 km/h (145 MPH; 126 kt)
- Velocidad crucero (Vc): 190 km/h (118 MPH; 103 kt)
- Alcance: 700 km (378 nmi; 435 mi)
- Techo de vuelo: 7200 m (23 622 ft)
- Régimen de ascenso: 7,5 m/s (1476 ft/min)
- Carga alar: 67 kg/m² (13,7 lb/ft²)
- Velocidad de pérdida: 99 km/h

### Armamento
- Ametralladoras: 

  - 2x Vickers de 7,7 mm (una fija frontal, una móvil en cabina trasera)
- Bombas: 250 kg

## Aeronaves relacionadas

### Aeronaves similares
- Letov S-328
- PZL.23 Karaś

### Secuencias de designación
- Secuencia P.W.S. _ (interna de P.W.S.): ← P.W.S. 15 - P.W.S. 16 - P.W.S. 18 - P.W.S. 19 - P.W.S. 20 - P.W.S. 21 - P.W.S. 22 →